# Lysandra alboradia
Lysandra alboradia är en fjärilsart som beskrevs av Bright och Leeds 1938. Lysandra alboradia ingår i släktet Lysandra och familjen juvelvingar. Inga underarter finns listade i Catalogue of Life.